# 구리하마촌
구리하마촌(일본어: 久里浜村)은 일본 가나가와현 미우라군에 존재했던 촌이다. 

## 지리
가나가와현 미우라군 동부의 촌이다. 현재의 요코스카시 동부에 해당한다.

## 역사
- 1889년 4월 1일 - 정촌제 시행에 의해 미우라군 구리하마촌이 성립하였다.
- 1937년 4월 1일 - 요코스카시에 편입해, 동일 구리하마촌은 폐지되었다.

## 교통

### 철도노선
현재 구촌 지역 내에 요코스카선 구리하마역, 게이큐쿠리하마선 기타쿠리하마역, 게이큐쿠리하마역(개업 당시에는 각각 쇼난역, 쿠리하마역)이 존재하지만, 당시에는 미개통 상태였다

## 참고 문헌
- 角川日本地名大辞典編纂委員会,『角川日本地名大辞典 神奈川県』1984, 角川書店
- 「衣掛庄 佐原村」『大日本地誌大系』 第40巻新編相模国風土記稿5巻之115村里部三浦郡巻之9、雄山閣、1932年8月。NDLJP:1179240/167。